# Sant’Alessio in Aspromonte
Sant’Alessio in Aspromonte község (comune) Calabria régiójában, Reggio Calabria megyében.

## Fekvése
A megye délnyugati részén fekszik, az Aspromonte területén. Határai: Laganadi, Reggio Calabria és Santo Stefano in Aspromonte.

## Története
A település első írásos említése a 14. századból származik. Korabeli épületeinek nagy része az 1783-as calabriai földrengésben elpusztult. A 19. században nyerte el önállóságát, amikor a Nápolyi Királyságban felszámolták a feudalizmust.

## Népessége
A népesség számának alakulása:

## Főbb látnivalói
- Palazzo Silvestri
- Madonna dell’Annunziata-templom